# Соко

Стефані Александра Муна Соколінськи (фр. Stéphanie Alexandra Mina Sokolinski; нар. 26 жовтня 1985, Бордо, Франція) — французька співачка та акторка.

## Життєпис
Народилася в Бордо, Франція. Використовує нікнейм Соко відколи пам'ятає себе. Коли Стефані виповнилося 16 років, вона покинула дім, перебравшись у Париж, де упродовж декількох років навчалася акторській майстерності на курсах у Єви Сайнт-Поль. Потім кілька разів намагалася відновити навчання у школі, але їй це швидко набридло. Пізніше з'явилася в декількох французьких фільмах і почала писати пісні.

## Кар'єра
Перший сингл Соко — композиція «I'll Kill Her» — стала справжнім хітом відразу в декількох європейських країнах: трек став номером один у Данії, а також зайняв почесні місця в TOP-10 таких країн, як Бельгія і Нідерланди. Великий успіх пісня мала в Австралії, де стала справжнім радіо-хітом. Дуже скоро Соко почала виступити «артисткою на розігріві» для M.I.A..

### Ролі в кіно
У 2010 році Соко номіновано на французьку національну кінопремію «Сезар» за роль у фільмі Ксав'є Джаннолі Спочатку. У 2012-му за виконання головної ролі в історичному фільмі Августина була названа на МКФ в Мар-дель-плата найкращою акторкою.

## Особисте життя
З жовтня 2008 року Соко живе в Лос-Анджелесі. Дотримується вегетаріанства.
Соко ідентифікує себе як бісексуалку. У 2016 році зустрічалася з акторкою Крістен Стюарт, раніше знаходилася у стосунках з Сашею Мельничук, моделлю українського походження.

## Дискографія

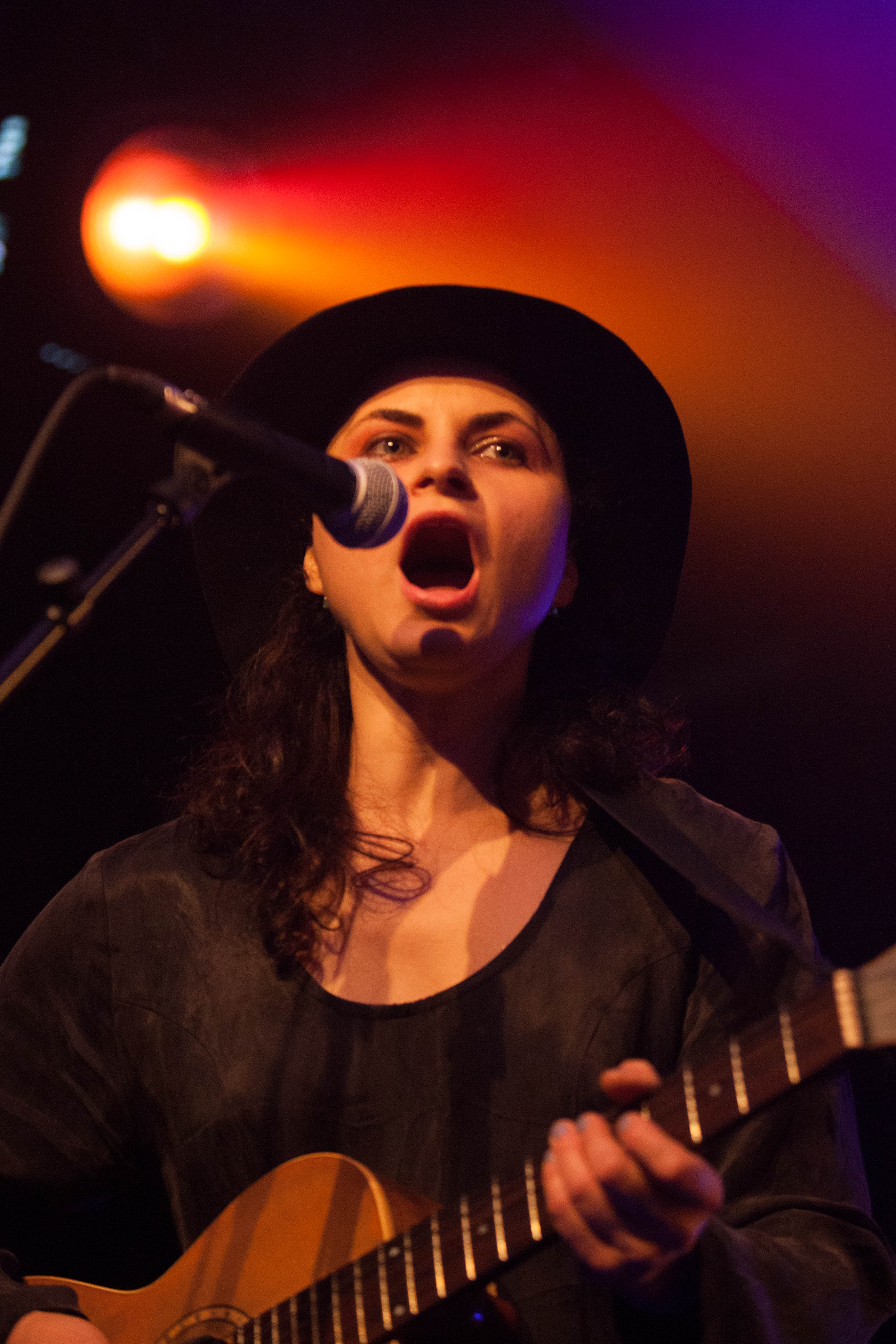
Соко, 2012

### Альбоми
| Рік  | Назва                        | Чарт    | Чарт      | Чарт         | Чарт         |
| Рік  | Назва                        | Франція | Швейцарія | Бельгія (Vl) | Бельгія (Wa) |
| ---- | ---------------------------- | ------- | --------- | ------------ | ------------ |
| 2012 | I Thought I Was an Alien     | 53      | 74        | 76           | 35           |
| 2015 | My Dreams Dictate My Reality | 75      |           |              |              |
| 2020 | Feel Feelings                |         |           |              |              |

### EPs
| Рік  | Назва      | Чарт    |
| Рік  | Назва      | Франція |
| ---- | ---------- | ------- |
| 2007 | Not Sokute | —       |

### Сингли
| Рік  | Назва                          | Чарти   | Чарти   | Чарти | Чарти     | Чарти        | Чарти        | Чарти           | Чарти                   | Альбом                   |
| Рік  | Назва                          | Франція | Австрия | Данія | Швейцарія | Бельгія (Vl) | Бельгія (Wa) | Велика Британія | Сполучені Штати Америки | Альбом                   |
| ---- | ------------------------------ | ------- | ------- | ----- | --------- | ------------ | ------------ | --------------- | ----------------------- | ------------------------ |
| 2007 | "I'll Kill Her"                | —       | —       | 2     | —         | 3            | 54           | —               | —                       | "Not Sokute"             |
| 2011 | "I Thought I Was an Alien"     | —       | —       | —     | —         | —            | —            | —               | —                       | I Thought I Was an Alien |
| 2012 | "First Love Never Die"         | 130     | —       | —     | —         | —            | 66           | —               | —                       | I Thought I Was an Alien |
| 2012 | "We Might Be Dead by Tomorrow" | 61      | 51      | —     | 72        | —            | 39           | 145             | 9                       | I Thought I Was an Alien |

## Фільмографія

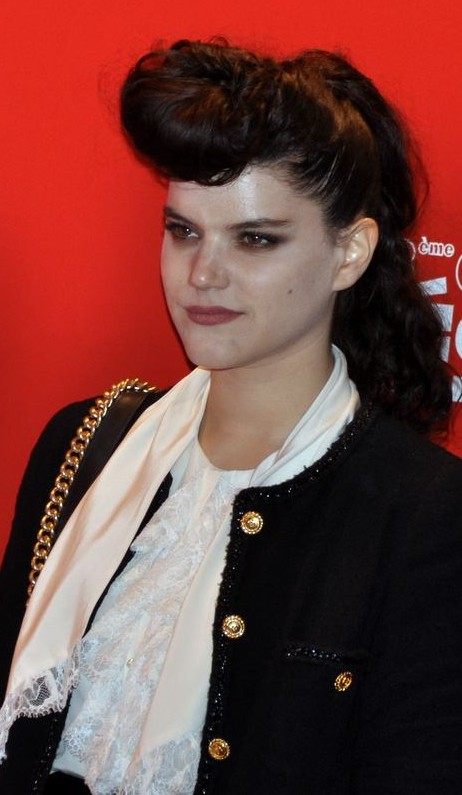
На церемонії вручення «Сезара», 2013

| Рік       |    | Українська назва                      | Оригінальна назва                       | Роль            |
| --------- | -- | ------------------------------------- | --------------------------------------- | --------------- |
| 2003      | кф | Сходи                                 | L'escalier                              | Беа             |
| 2003      | с  | Робота правосуддя                     | Action Justice                          | Лія Франкі      |
| 2004      | кф | Бен і Томас                           | Ben et Thomas                           | дівчина         |
| 2004      | тф | Літо Клари                            | Clara cet été là                        | Зоі             |
| 2004      | ф  | Караул, мені 30 років!                | Au secours, j'ai 30 ans!                | Хлоя            |
| 2005      | с  | Це називається                        | On s'appelle                            |                 |
| 2005      | ф  | Королівський палац!                   | Palais royal!                           | перукарка       |
| 2005—2008 | с  | Комісар Валенс                        | Commissaire Valence                     | Каміль Валенс   |
| 2006      | кф | Оу! Моя дружина                       | Oh! Ma femme                            | Клементина      |
| 2006      | с  | Луї Паж                               | Louis Page                              | Лідія           |
| 2006      | ф  | Упертюхи                              | Les irréductibles                       | Люсі            |
| 2006      | ф  | Дівчатка згори: Французький поцілунок | Mes copines                             | Манон           |
| 2006      | кф | Поезія кохання                        | Poésie del amor                         | Марго           |
| 2007      | ф  | На рингу                              | Dans les cordes                         | Сандра          |
| 2007      | ф  | Моє місце під сонцем                  | Ma place au soleil                      | Сабіна          |
| 2007      | тф | Нелюбимі                              | Les diablesses                          | Деніз           |
| 2007      | ф  | Моє життя — це не романтична комедія  | Ma vie n'est pas une comédie romantique | Ліза            |
| 2008      | тф | Едріан                                | Adrien                                  | Сандра          |
| 2009      | ф  | Спочатку                              | À l'origine                             | Моніка          |
| 2011      | кф | Померти поряд з тобою                 | Mourir auprès de toi                    | Міна            |
| 2012      | ф  | Бай, бай, блонді!                     | Bye Bye Blondie                         | підліток Глорія |
| 2012      | кф | Товсті дівчата правлять світом        | Fat Bottomed Girls Rule the World       | Жозефіна        |
| 2012      | ф  | Августина                             | Augustine                               | Августина       |
| 2013      | ф  | Друзі з Франції                       | Les interdits                           | Керол           |
| 2013      | ф  | Вона                                  | Her                                     | Ізабелла        |
| 2014      | кф | Перший поцілунок                      | First Kiss                              | Маріанна        |
| 2015      | ф  | Гідний                                | Worthy                                  | Елвін           |
| 2016      | ф  | Танцівниця                            | La danseuse                             | Лої Фуллер      |
| 2016      | ф  |                                       | Voir du pays                            | Марін           |
| 2020      | ф  |                                       | A Good Man                              | Оуд             |
| 2021      | ф  | Маленька рибка                        | Little Fish                             | Саманта         |
| 2021      | ф  | Сигнал лиха                           | Mayday                                  | Ґерт            |
| 2021      | ф  | Палаючий світ                         | The Blazing World                       | Марго           |

## Визнання
| Рік                            | Категорія/Нагорода        | Фільм             | Результат | Результат |  |
| ------------------------------ | ------------------------- | ----------------- | --------- | --------- |  |
| Премія «Сезар»                 |                           |                   |           |           |  |
| 2010                           | Найперспективніша акторка | Усе спочатку      | Номінація |           |  |
| 2017                           | Найкраща акторка          | Танцівниця        | Номінація |           |  |
| Кінофестиваль у Мар-дель-плата |                           |                   |           |           |  |
| 2013                           | Найкраща акторка          | Августина         | Перемога  |           |  |
|                                |                           |                   |           |           |  |
| 2013                           | Приз Ромі Шнайдер         | Приз Ромі Шнайдер | Номінація |           |  |
| Премія «Люм'єр»                |                           |                   |           |           |  |
| 2013                           | Найкраща молода акторка   | Августина         | Номінація |           |  |
| 2017                           | Найкраща акторка          | Танцівниця        | Номінація |           |  |